# 7인제 럭비

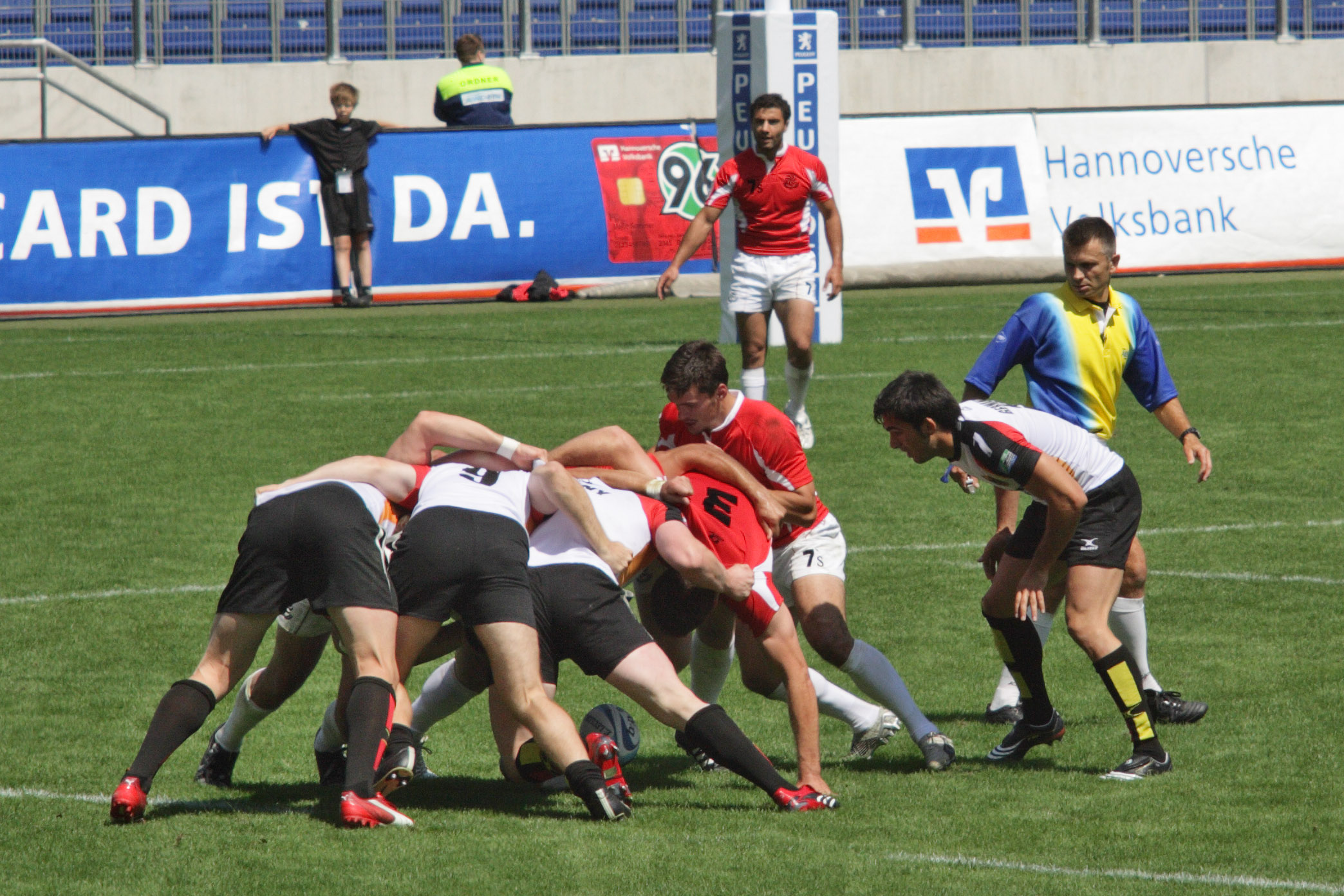
7인제 럭비는 3명이 스크럼을 짠다. 럭비 유니언(15인제 럭비)은 8명이 스크럼을 짠다.

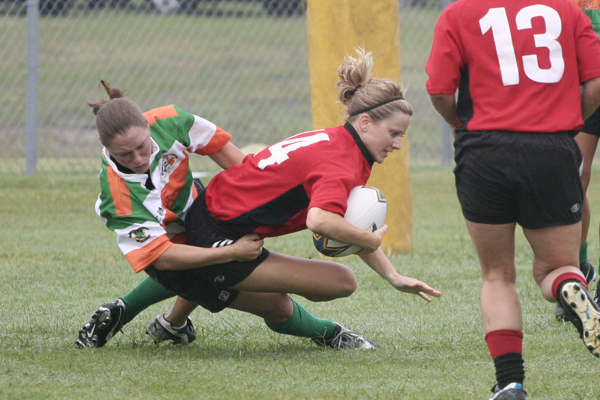
7인제 럭비 경기를 하고 있는 여자 선수들. 7인제 럭비는 2016년 하계 올림픽부터 남녀 부문이 올림픽 정식 종목으로 채택되었다.

7인제 럭비 또는 럭비 세븐스(영어: Rugby sevens)는 한 팀이 7명으로 구성된 럭비를 말하며 럭비 유니언의 변형 종목이다. 보통 럭비라고 하면 럭비 유니언이라고 부르는 15인제 럭비를 말한다.

## 역사
7인제 럭비는 1883년 스코틀랜드 스코티시보더스 지방에 위치한 멜로즈(Melrose) 마을에서 정육점 직원으로 근무하던 네드 헤이그(Ned Heig)와 데이비드 샌더슨(David Sanderson)에 의해 등장했다. 헤이그와 샌더스는 멜로즈 마을의 럭비 클럽인 멜로즈 RFC(Melrose RFC)의 자금을 마련하기 위해 보다 적은 인원으로 경기를 진행할 수 있는 럭비를 고안했는데 이것이 바로 7인제 럭비이다. 1885년에는 잉글랜드 노스이스트잉글랜드 지방의 럭비 클럽인 타인데일 RFC(Tynedale RFC)가 스코틀랜드 갤러실즈(Galashiels) 마을의 럭비 클럽인 갤라 RFC(Gala RFC)를 누르고 스코틀랜드 이외의 럭비 클럽으로는 처음으로 7인제 럭비 대회에서 우승을 차지했다.
7인제 럭비는 스코틀랜드 스코티시보더스 지방에서 인기를 끌었지만 1920년대, 1930년대까지는 다른 곳에서 유행하지 않았다. 1921년에는 잉글랜드 노스이스트잉글랜드 지방에 위치한 노스실즈(North Shields) 마을에서 퍼시 파크 RFC(Percy Park RFC)에 의해 스코틀랜드 이외의 지역에서는 최초로 7인제 럭비 대회가 개최되었다. 7인제 럭비가 등장한 스코티시보더스 지방과 인접한 노스이스트잉글랜드 지방에서 개최된 이 대회는 우승 팀인 셀커크 RFC(Selkik RFC)와 준우승 팀인 멜로즈 RFC 간의 대결로 관심을 모았다.
1926년에 잉글랜드 미들섹스 지방에서 7인제 럭비 대회인 미들섹스 세븐스(Middlesex Sevens)가 출범하면서 7인제 럭비는 잉글랜드에서 널리 유행했다. 최초의 국제 공인 7인제 럭비 대회는 1973년 스코틀랜드 에든버러에 위치한 머리필드 스타디움에서 개최된 1973년 국제 7인제 럭비 선수권 대회이다. 이 대회는 스코틀랜드 럭비 협회 창립 100주년 기념 행사의 일환으로 진행되었다.
1976년에 홍콩에서 홍콩 세븐스가 출범하면서 7인제 럭비는 전 세계적으로 널리 유행했다. 월드 럭비(World Rugby)는 1993년에 4년마다 한 번씩 열리는 7인제 럭비 월드컵을 신설했으며 1999년에는 월드 럭비 세븐스 시리즈, 2012년에는 월드 럭비 위민스 세븐스 시리즈를 각각 신설했다.

### 올림픽과 국제 대회
1924년 파리 하계 올림픽을 마지막으로 럭비 유니언(15인제 럭비)은 올림픽 정식 종목에서 제외되었다. 국제 올림픽 위원회(IOC)는 2009년 10월 9일 덴마크 코펜하겐에서 열린 제121차 IOC 총회에서 2016년 리우데자네이루 하계 올림픽에서 7인제 럭비 남자부, 여자부를 올림픽 정식 종목에 포함하기로 결정했다.
7인제 럭비는 1998년에 말레이시아 쿠알라룸푸르에서 열린 코먼웰스 게임의 정식 종목으로 채택되었으며 같은 해에 태국 방콕에서 열린 아시안 게임의 정식 종목으로 채택되었다. 7인제 럭비는 2011년에 멕시코 과달라하라에서 열린 팬아메리칸 게임의 정식 종목으로 채택되었고 2015년에 캐나다 토론토에서 열린 팬아메리칸 게임에서 7인제 럭비 여자부가 신설되었다. 2010년에 중국 광저우에서 열린 아시안 게임에서 7인제 럭비 여자부가 신설되었고 2018년에 오스트레일리아 골드코스트에서 열린 코먼웰스 게임에서 7인제 럭비 여자부가 신설되었다.

## 럭비 유니언(15인제 럭비)과의 차이
7인제 럭비는 경기장 규격(가로 100ｍ, 세로 70ｍ)과 득점 방식은 럭비 유니언(15인제 럭비)과 동일하나, 경기 시간에서 큰 차이가 있다.
럭비 유니언(15인제 럭비)의 경기 시간
- 전반전 40분
- 휴식시간 10분
- 후반전 40분

7인제 럭비의 경기 시간
- 전반전 7분
- 휴식시간 1분
- 후반전 7분

## 종목별 비교
|                                      | 럭비 유니온               | 럭비 유니온               | 럭비 리그                 | 미식 축구                       | 캐나다식 축구                   | 오지 풋볼                             | 갤릭 풋볼                    |
| 15인제                               | 7인제                     |                           | 럭비 리그                 | 미식 축구                       | 캐나다식 축구                   | 오지 풋볼                             | 갤릭 풋볼                    |
| ------------------------------------ | ------------------------- | ------------------------- | ------------------------- | ------------------------------- | ------------------------------- | ------------------------------------- | ---------------------------- |
| 선수의 수                            | 15                        | 7                         | 13                        | 11                              | 12                              | 18                                    | 15                           |
| 스크럼/ 스크리미지                   | 8 (3-4-1)                 | 3                         | 6 (3-2-1)                 | (최소) 7                        | (최소) 7                        | X                                     | X                            |
| 공                                   | 타원형 (럭비공)           | 타원형 (럭비공)           | 타원형 (럭비공)           | 끝이 뾰족 (미식축구공)          | 끝이 뾰족 (미식축구공)          | 타원형                                | 둥근 공                      |
| 경기장                               | 직사각형 (120~144 × 70 m) | 직사각형 (120~144 × 70 m) | 직사각형 (112~122 × 68 m) | 직사각형 (109.7 × 48.8 m)       | 직사각형 (100.6 × 59.4 m)       | 타원형 (장축 135~185, 단축 110~155 m) | 직사각형 (130~145 × 80~90 m) |
| 골문                                 | H-모양                    | H-모양                    | H-모양                    | 포크 모양                       | 포크 모양                       | 4개의 골포스트                        | H-모양 (그물 포함)           |
| 득점                                 | 트라이 5                  | 트라이 5                  | 트라이 4                  | 터치다운 6                      | 터치다운 6                      | 골 6                                  | 골 3                         |
| 득점                                 | 컨버전킥 2                | 컨버전킥 2                | 컨버전킥 2                | 터치다운 후 킥 1                | 터치다운 후 킥 1                | 넘기기 1                              | 득점 1                       |
| 득점                                 | 페널티골 3                | 페널티골 3                | 페널티골 3                | 터치다운 후 작전 2              | 필드골 3                        |                                       |                              |
| 득점                                 | 드롭골 3                  |                           | 드롭골 3                  | 필드골 3                        | 세이프티 2                      |                                       |                              |
| 득점                                 |                           |                           |                           | 세이프티 2                      | 루지 포인트 1                   |                                       |                              |
| 허용되는 공 전달                     | 들고 달리기               | 들고 달리기               | 들고 달리기               | 들고 달리기                     | 들고 달리기                     | 들고 달리기                           | 바운드                       |
| 허용되는 공 전달                     | 뒤로 패스                 | 뒤로 패스                 | 뒤로 패스                 | 패스                            | 패스                            | 펀치                                  | 패스                         |
| 허용되는 공 전달                     | 킥                        | 킥                        | 킥                        | 킥 (펀트)                       | 킥 (펀트, 드리블)               | 킥                                    | 킥                           |
| 허용되지 않는 공 전달                | 포워드 패스/ 스로 포워드  | 포워드 패스/ 스로 포워드  | 포워드 패스/ 스로 포워드  | X                               | X                               | 패스, 스로우                          | 들고 달리기                  |
| 경기장 밖으로 공이 나간 후 경기 진행 | 라인아웃                  | 라인아웃                  | 스크럼                    | 스크리미지                      | 스크리미지                      | 심판에 의한 스로인이나 프리킥         | 손에 올려 프리킥             |
| 공 점유 자동전환                     | X                         | X                         | 여섯 차례 연속 태클 후    | 10 야드 전진을 못한 채 4번 다운 | 10 야드 전진을 못한 채 3번 다운 | X                                     | X                            |

## 주요 규칙
미식축구에서의 터치다운을 럭비에서는 트라이라고 한다. 5점을 획득한다. 미식축구와는 달리 럭비공을 바닥에 터치해야 한다. 트라이를 하면, 추가로 럭비공을 찰 수 있다. 컨버전골이라고 한다. 2점을 획득한다. 상대팀이 반칙을 하면 페널티골을 찰 수 있다. 3점을 획득한다.
미식축구는 전진패스가 가능하나, 럭비는 옆으로만 패스할 수 있다.

## 같이 보기
- 럭비 유니온
- 럭비 리그
- 7인제 럭비 월드컵
- 홍콩 세븐스
- 미식축구 - 럭비는 15인제 럭비가 표준이지만, 미식축구는 11명이다.